# Кониспольские пещеры
Кониспольские пещеры — археологический памятник в Албании. В этих пещерах, подобно Франхти в Греции, обнаружена длительная последовательность следов обитания человека, со времён верхнего палеолита вплоть до железного века.
Хотя о большой концентрации неолитических памятников в префектуре Влёра было известно ещё в довоенный период, длительное время на их раскопки не было денег. В начале 1990-х гг. директор института археологии в Тиране, Музафер Коркути, привлёк внимание американских коллег к пещерам, и при финансовой поддержке американской стороны в 1991—1992 гг. начались их раскопки, которые возглавили Карл Петрусо из Техасского университета, Коркути и Лоренц Бейко из Гронингена.